# Плойер, Герман
Герман Плойер (нем. Hermann Pleuer; 5 апреля 1863, Швебиш-Гмюнд — 13 февраля 1927, Штутгарт) — немецкий художник-импрессионист. Особо известны его картины на железнодорожную тему, на которых изображена главным образом Железная дорога Королевства Вюртемберг.

## Жизнь и творчество
Родился в семье ювелира. Начальное художественное образование получил в Штутгартской школе прикладных искусств (1879—1881 гг.), продолжил в Штутгартской академии изобразительных искусств (1881—1883 гг.), а завершил его в Мюнхенской академии изобразительных искусств (1884—1886 гг.).
В 1886 году возвращается в Штутгарт, где ведет богемный образ жизни. Мотивы его творчества в это время — пейзажи, ночная жизнь богемы, а также женская обнаженная натура в лунном свете.
В конце 1880-х гг. Плойер увлекается железными дорогами как символом технического прогресса, его захватывает, по его словам, «опьянение скоростью» («Rausch der Geschwindigkeit»). Он пишет множество картин, на которых запечатлевает поезда, станции и вокзалы Железной дороги Королевства Вюртемберг. Покровителем его нового увлечения становится барон Франц фон Кёниг-Факсенфельд, который приобретает картины Плойера и размещает их в родовом замке Факсенфельд.
Интересно, что сын Франца фон Кёниг-Факсенфельда, Рейнхард фон Кёниг-Факсенфельд, также проникся «опьянением скоростью» и стал выдающимся инженером и изобретателем, однако в сфере не железнодорожного, а автомобильного транспорта. В 1982 году Рейнхард фон Кёниг-Факсенфельд основал «Фонд замка Факсенфельд», на средства от которого поддерживается открытый доступ публики в замок и пополнение в нем музейных экспозиций. В частности, в художественной галерее замка демонстрируются многие «железнодорожные» картины Германа Плойера. Также картины художника представлены в Штутгартском музее искусств.
Плойер был членом Германского союза художников. Наряду с Отто Рейнигером, Христианом Ланденбергером и Генрихом фон Цюгелем он входит в число ведущих представителей импрессионизма среди художников южной Германии.
Герман Плойер скончался от туберкулеза в возрасте 47 лет.

## Критика
Герман Плойер был одержим железной дорогой, на всех его картинах присутствуют локомотивы. Они огромны и черны, их даже можно назвать ужасными, на одной картине изображено огромное облако пара, паровоз скрыт за ним, облако напоминает шар из грязной известки.

<В его картинах> природная сила в железных вещах, громкая, даже громыхающая, дикая и в то же время прекрасная музыка.
Оригинальный текст (нем.)eine elementare Gewalt in den eisernen Dingen, eine laute, donnernde, wilde und prächtige Musik
— Теодор Хойс

## Избранные работы

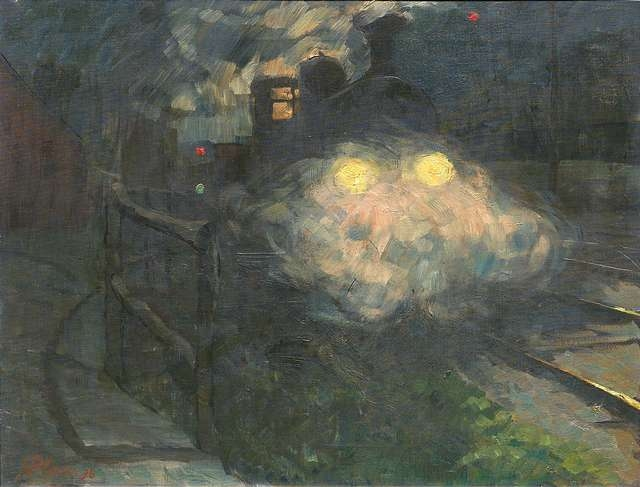
Дымящий паровоз ночью
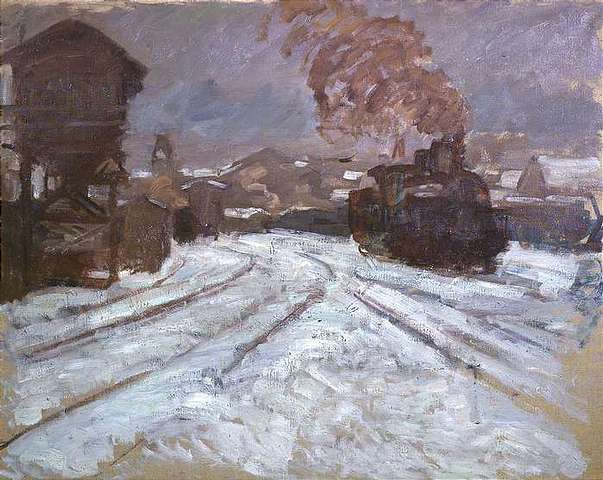
Центральный вокзал Штутгарта в снегу
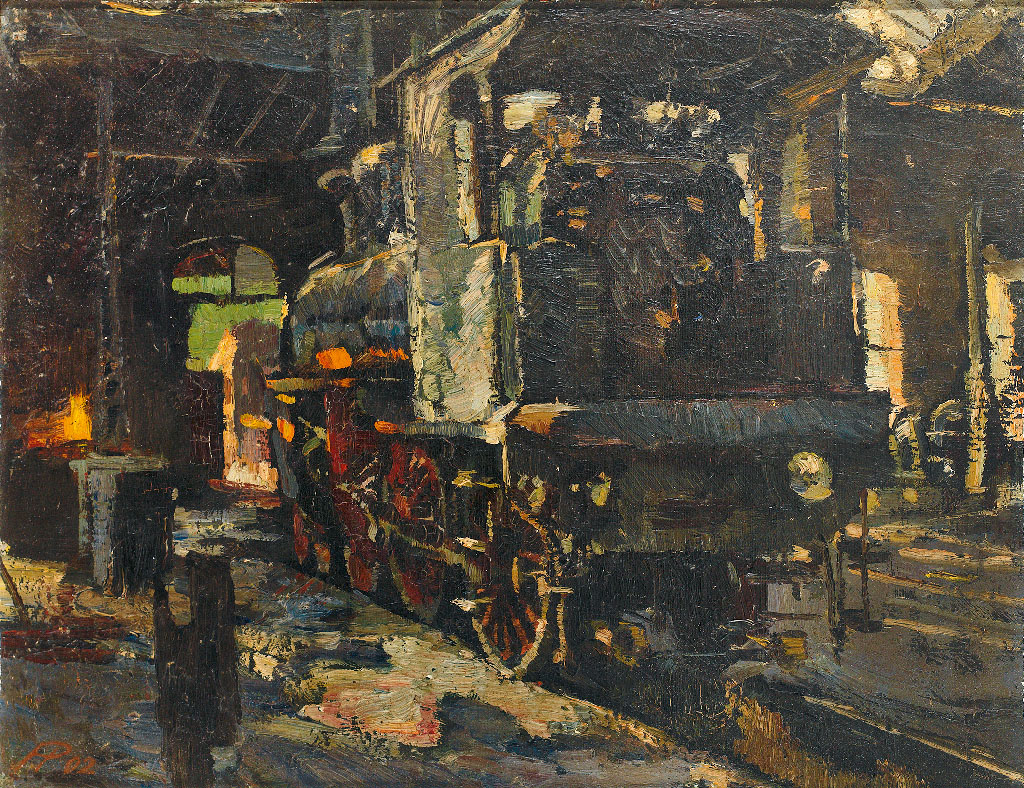
Паровоз на станции
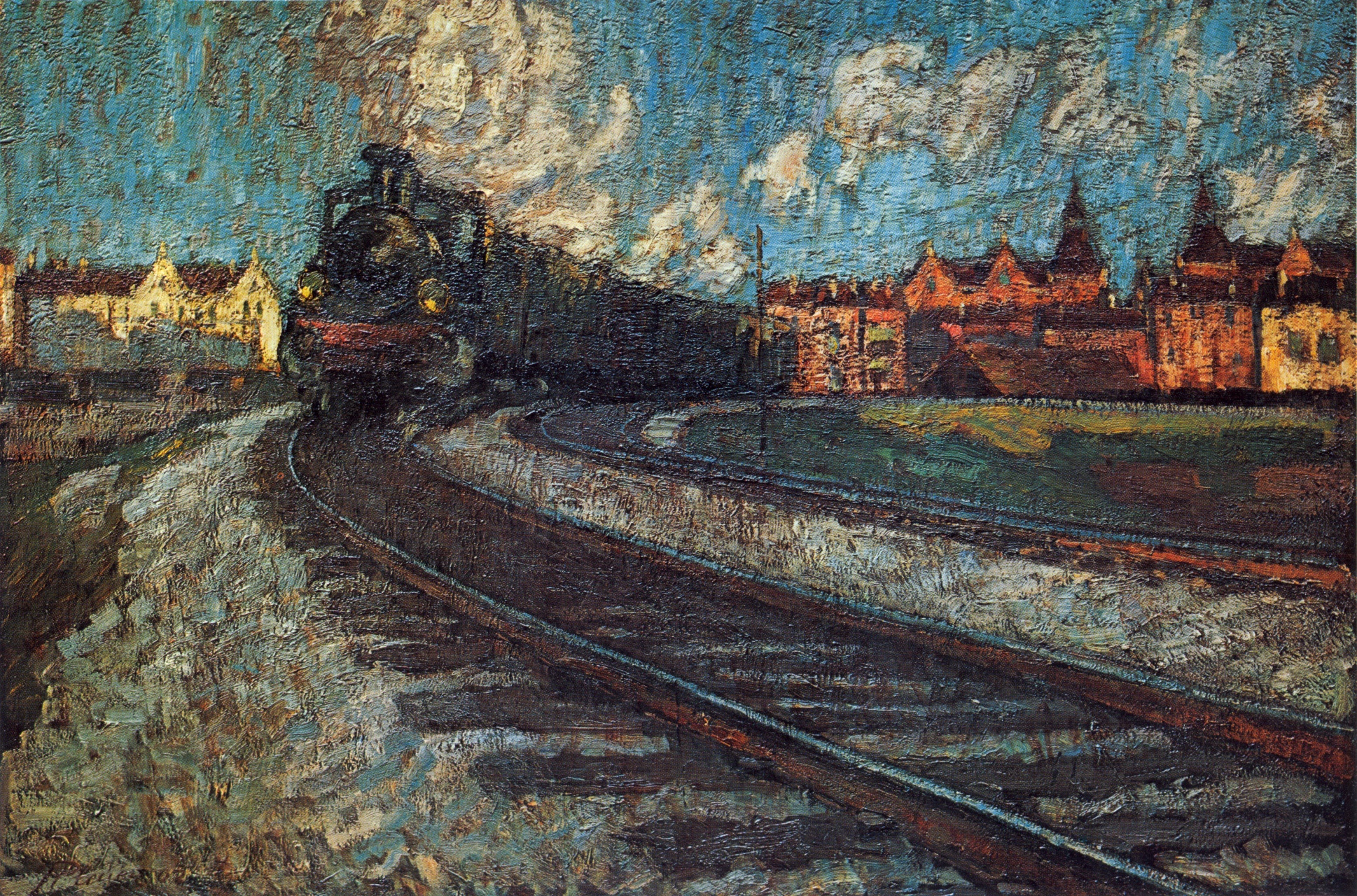
Проходящий поезд
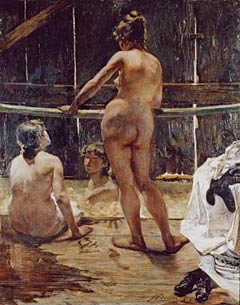
Купающиеся девушки

## Память
- Имя Германа Плойера носит улица (Hermann-Pleuer-Straße) в Штутгарте;
- Также именем Плойера названа улица (Hermann-Pleuer-Weg) в Остфильдерне.